# Roy Harper

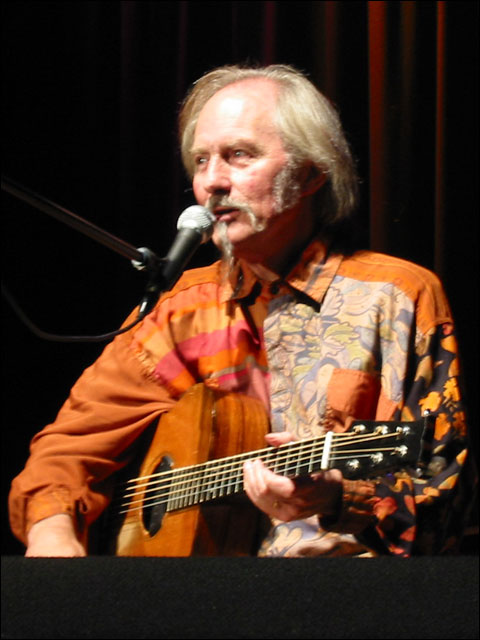
Roy Harper

Roy Harper (12 de juny de 1941) és un cantautor i guitarrista anglès, especialista en música rock i folk. És conegut per la llarga associació amb Jimmy Page i Robert Plant, de Led Zeppelin, el grup dels anys 1970. Fou també qui va cantar la peça Have a Cigar de l'àlbum Wish You Were Here del grup Pink Floyd.